# Kleine Hohe Straße 13 (Wismar)
Das Wohnhaus Kleine Hohe Straße 13 in Wismar-Altstadt, Kleine Hohe Straße Ecke Grützmacherstraße, nahe beim Alten Hafen, ist ein Gebäude im Wesentlichen von um 1790.
Das Gebäude steht unter Denkmalschutz.

## Geschichte
Das zweigeschossige barocke, verputzte Haus von um 1790 mit einem Schweifgiebel hat mittelalterliche Reste als Backsteinmauerwerk. Die Süd- und die Ostfassade stammen von um 1790. Am Beginn des 19. Jahrhunderts erfolgten Umbauten (Windfang mit portalartiger Öffnung, Giebelspitze). In der DDR-Zeit wurde es verstaatlicht und eine Segelmacherei nutzte das Haus bis 1990. Die neuen Eigentümer von 2007 sanierten das Gebäude mit Fördermitteln bis um 2012/13. Ein Schaufenster von um 1900 wurde ersetzt durch die ursprünglichen Fensterformate. Das Wohnhaus wird nunmehr durch eine Pension und eine Wohnung genutzt.